# Садибний будинок Марко Вовчок

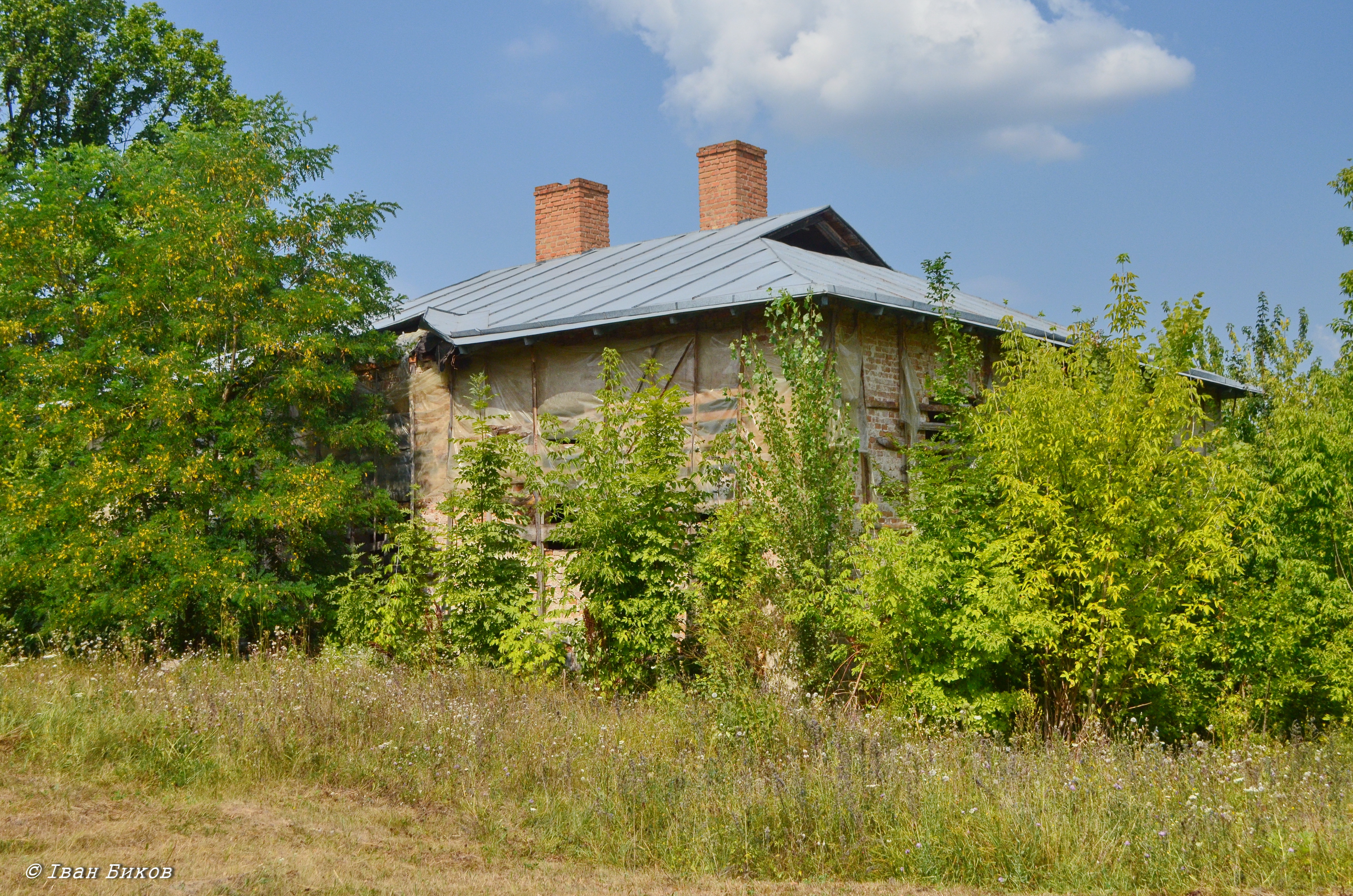
Садибний будинок Марко Вовчок

Садибний будинок Марко Вовчок — пам'ятка архітектури в селі Хохітва, Київська область, Обухівський район.

## Історія
Маєток сім'ї Браницьких розташований на околиці села Хохітва на правому березі річки Рось. Там з 1887 по 1893 роки жила українська письменниця — Марко Вовчок (Марія Вілінська). Під час перебування в Хохітві письменниця створила значну частину своїх творів, які розкривали народне, селянське життя й соціальні теми другої половини XIX століття. Двоповерхова цегляна будівля з широким комином, низьким дахом і типовими вікнами того часу, прямокутної форми. 5 кімнат, пічне опалення. Будівлі ще за радянських часів присвоєно статус памʼятки історії та архітектури. Про це свідчить встановлена меморіальна таблиця. 
За радянських часів тут був будинок для літніх людей, але в наш час заклад закрили, а приміщення будівлі — приватизували.

## Сучасний стан
У 2024 році активісти та пам’яткоохоронці зафіксували значне руйнування садиби: втрачені міжповерхові перекриття, частково розібрані цегляні стіни; споруда стоїть покинутою і занедбаною. 
На початку 2025-го Богуславська міська рада виставила будівлю на електронний аукціон «Прозорро» за початковою ціною близько 132 249 ₴ за 329,8 м². Завдяки активістам продаж скасували, але подальша доля садиби все ще під питанням: потрібні кошти, охоронні заходи, партнерство музею та влади.